# Mariakerk (Salzwedel)
De protestantse Mariakerk (Duits: Marienkirche) is de grootste kerk in de hanzestad Salzwedel (Saksen-Anhalt). De kerk heeft een romaanse oorsprong, maar vertegenwoordigt vooral de stijl van de baksteengotiek.

## Geschiedenis
De eerste Mariakerk werd rond het jaar 1150 van veldstenen gebouwd. Het betrof een zaalkerk die na 1200 werd afgebroken. Slechts een 2,70 meter hoge ronde torenstomp bleef behouden. Het volgende kerkgebouw werd als drieschepige baksteenbasiliek in de vorm van een kruis gebouwd. Op de ronde torenstomp werd een nieuwe, achthoekige toren van 40 meter hoog gemetseld. De toren werd afgesloten door een lessenaarsdak. Het middenschip werd overwelfd. Destijds was de Mariakerk de kerk van het aartsdiakonaat en de belangrijkste parochiekerk van Salzwedel.
Vanaf het midden van de 14e eeuw werd begonnen met een ambitieuze verbouwing, die zich over een periode van 200 jaar zou uitstrekken. Het kerkgebouw werd vergroot tot een vijfschepige basiliek in gotische stijl. Het lessenaarsdak van de toren werd tijdens deze verbouwing vervangen door een torenspits. Met een hoogte van 80,3 meter werd de toren de op een na hoogste van Altmark. Al vroeg had de spits de, nog altijd aanwezige, krommin: in de toren werd een document uit 1496 gevonden betreffende reparaties aan de toren. Voor de kerk werd een westelijke hal gebouwd, zodat het basement van de toren in het kerkgebouw kwam te staan. Eveneens werd het hoogkoor vergroot. De kerk kreeg 28 nevenaltaren. Na 1550 veranderde er niet veel meer aan het bouwwerk.
De kerkelijke gemeenschap ging vermoedelijk in 1522 over tot de protestantse leer. In 1581 volgde de inbouw van de voor de protestantse kerken zo karakteristieke galerijen.
Tijdens de Tweede Wereldoorlog leed de kerk geen oorlogsschade. Wel moesten in zowel de Eerste- als de Tweede Wereldoorlog de klokken ten behoeve van de wapenindustrie worden afgegeven. Een orkaan in 1972 had als gevolg dat er stukken van het destijds toegepaste loodbedekking losraakten, waardoor voor een lange periode de spits blootstond aan binnendringend vocht. Een restauratie in 2003 verhielp de problemen. Tegelijkertijd werd het aantal klokken weer gecompleteerd.

## Architectuur en interieur
De Mariakerk is een vijfschepige baksteenbasiliek. Aan de zijschepen bevinden zich topgevels. De op een ronde sokkel staande toren gaat over in een achtzijdige toren en wordt afgesloten met een met koper bedekte gedraaide torenspits. Het basement van de toren in de kerk is het enige deel van het oorspronkelijke kerkgebouw. Men kan er om heenlopen en de muren ervan zijn drie meter dik.
De muren en de gewelven van het koor zijn wit met zwarte ribben. Het kerkgebouw is verder ook wit, maar de ribben van het middenschip zijn rood, die van de zijschepen rood-zwart gestreept. In de toren bevinden zich zes klokken.
Bezienswaardigheden:
- In het hoogkoor staat het vleugelaltaar uit 1510. Het is het grootste in zijn soort in de Altmark. Het altaar toont scènes uit het leven van Maria en Jezus.
- Van het koorgestoelte uit 1360 is een deel bewaard gebleven.
- Eveneens uit deze periode dateert een Christusvenster, dat zich in het koor bevindt. Een ander venster dateert uit de 16e eeuw.
- In het koor bevindt zich een houten, rijk gedecoreerde lezenaar uit de 13e eeuw en een lezenaar met een adelaar uit de 15e eeuw.
- Het levietengestoelte is 14e-eeuws; het eveneens uit drie zetels bestaande gestoelte voor de markgraven dateert uit de 16e eeuw..
- De nog geheel in originele staat zijnde triomfkruisgroep boven het koor stamt uit de 15e eeuw.
- De kansel van zandsteen en met Mozes als dragend figuur werd in 1581 gemaakt.
- In het middenschip staan levensgrote beelden van heiligen aan de pijlers en bevinden zich resten van middeleeuwse muurbeschildering.
- Het renaissance-doopvont in het zuidelijke zijschip is te verwarmen. Om het doopvont loopt een fraai gietijzeren hek. Het baldakijn van het doopvont is aan het gewelf bevestigd.
- Boven de bruidspoort is in de 19e eeuw een glas-in-loodraam aangebracht. Het stelt de aankondiging van de geboorte van Christus voor door de aartsengel Gabriël.
- Het liturgisch vaatwerk bestaat o.a. uit een gotische avondmaalskelk uit het midden van de 15e eeuw en een ciborie uit het begin van de 14e eeuw.

## Orgel
Achter de barokke orgelkas van Joachim Wagner uit het jaar 1749 bevindt zich een instrument van het orgelbouwbedrijf P. Furtwängler & Hammer uit het jaar 1913. Het orgel bezit 61 registers (waarvan drie met een grotere toonomvang), drie manualen en pedaal. De trakturen zijn elektropneumatisch. Het orgel werd in 2005 door Christian Scheffler uit Dessau grondig gerestaureerd.

## Afbeeldingen

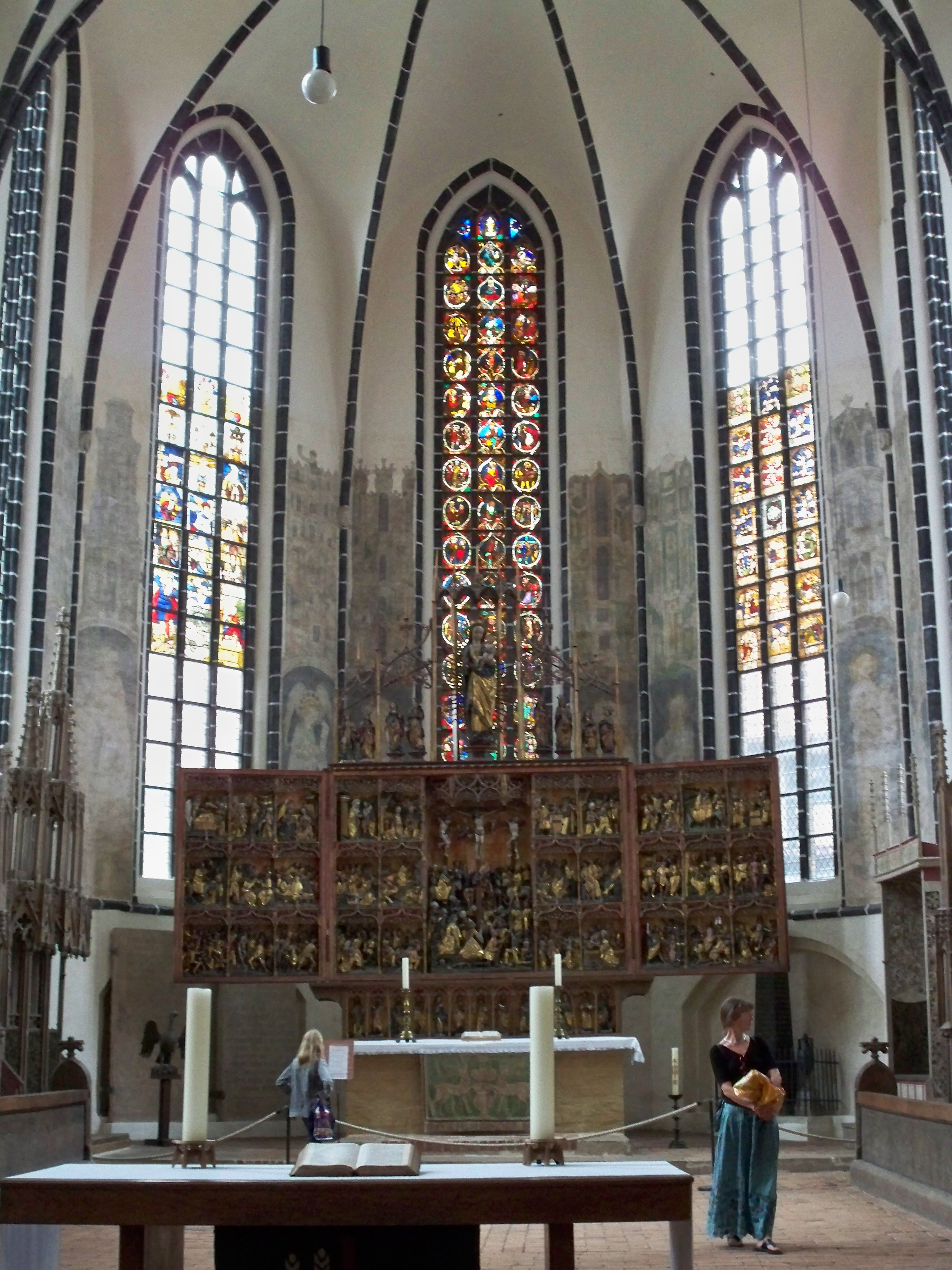
Koor
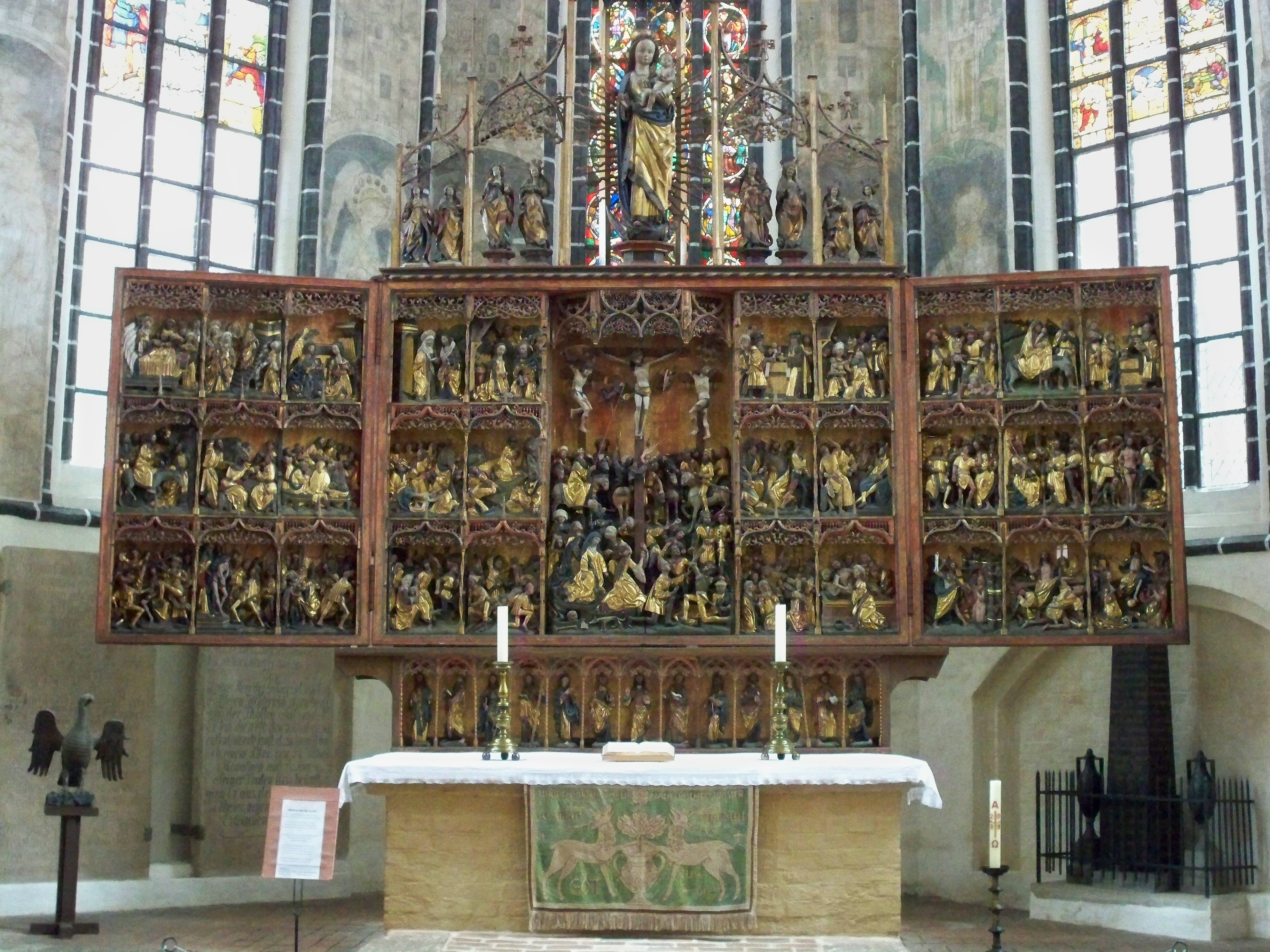
Hoogaltaar
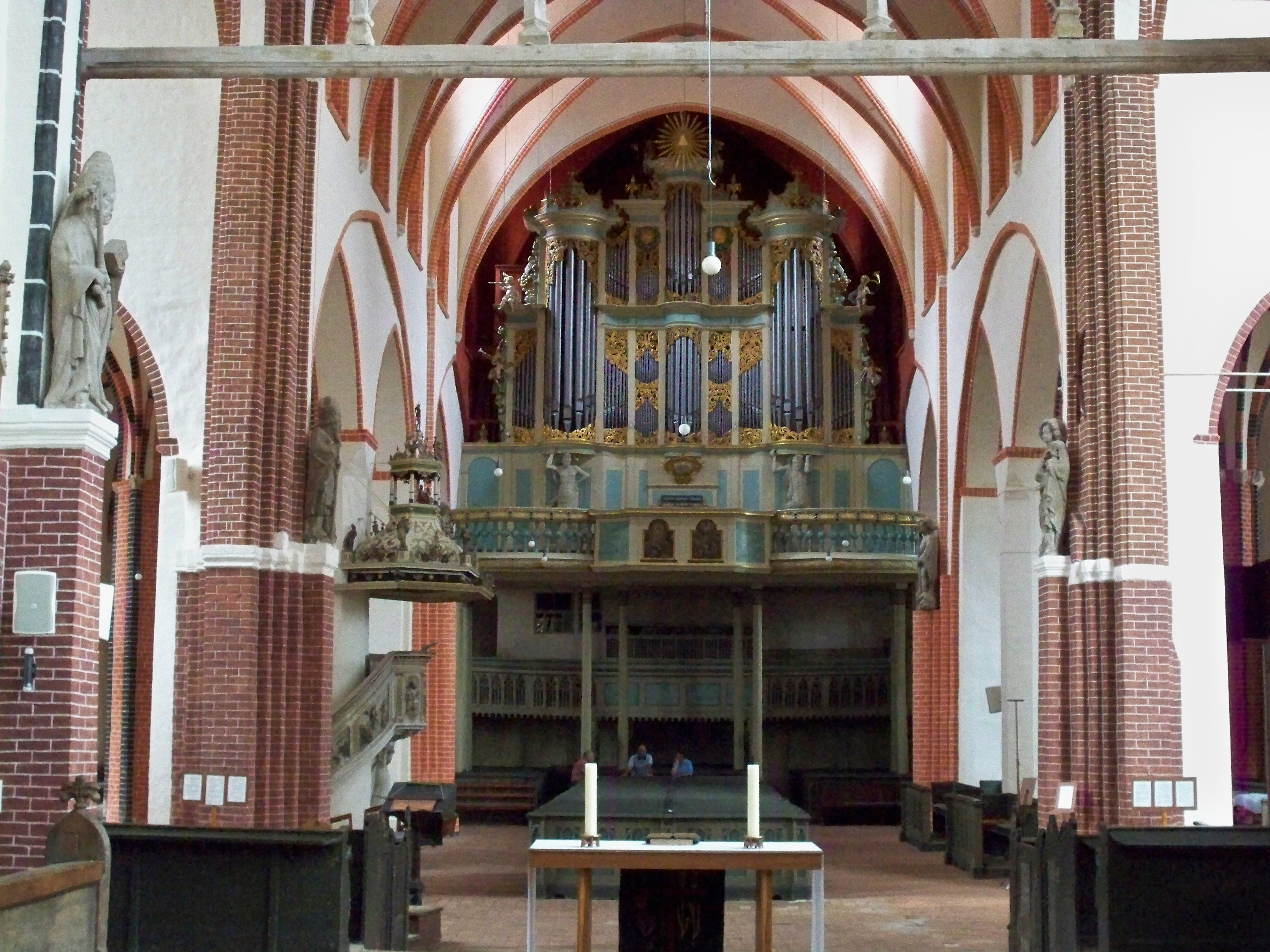
Orgel
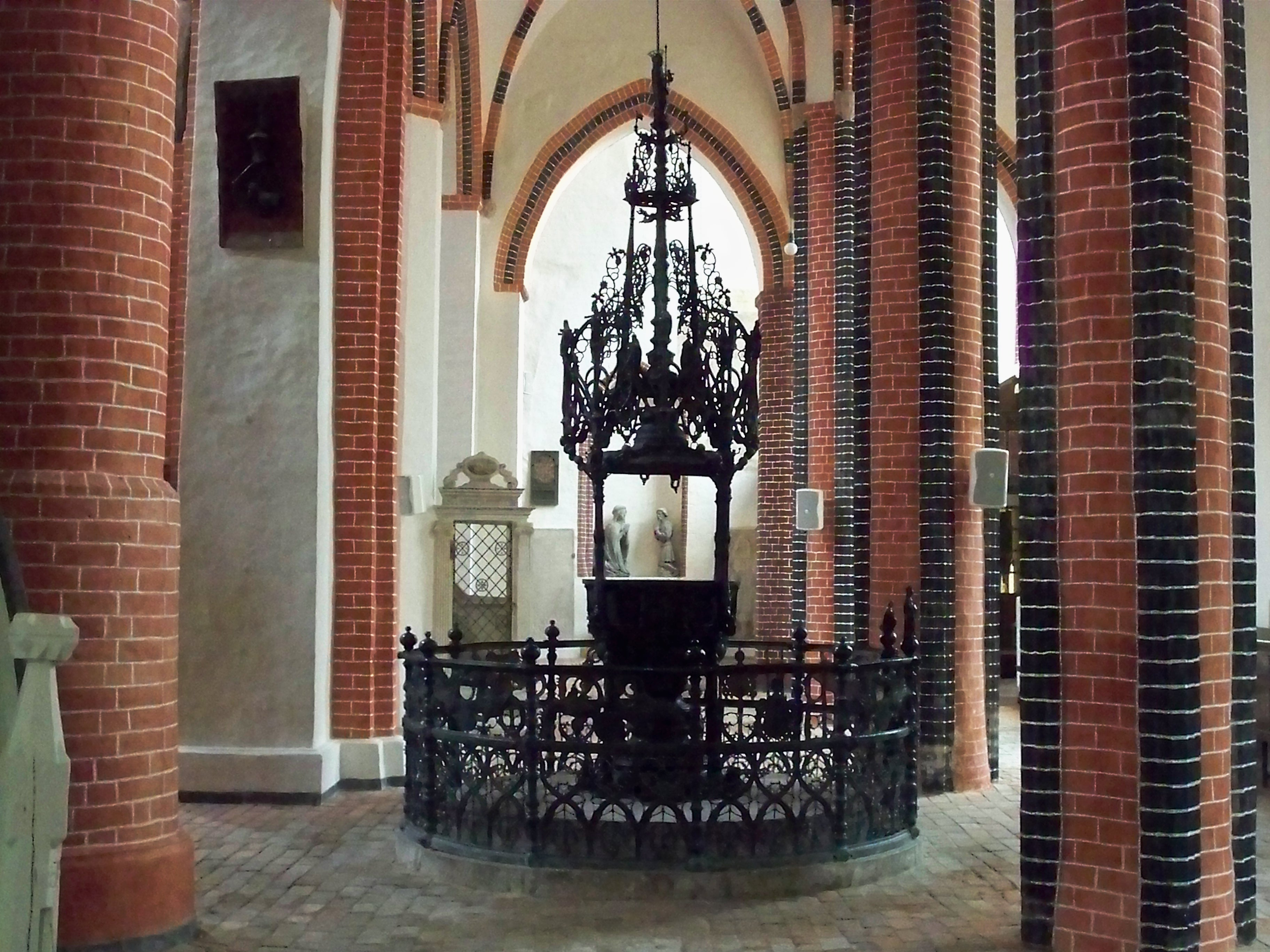
Doopvont
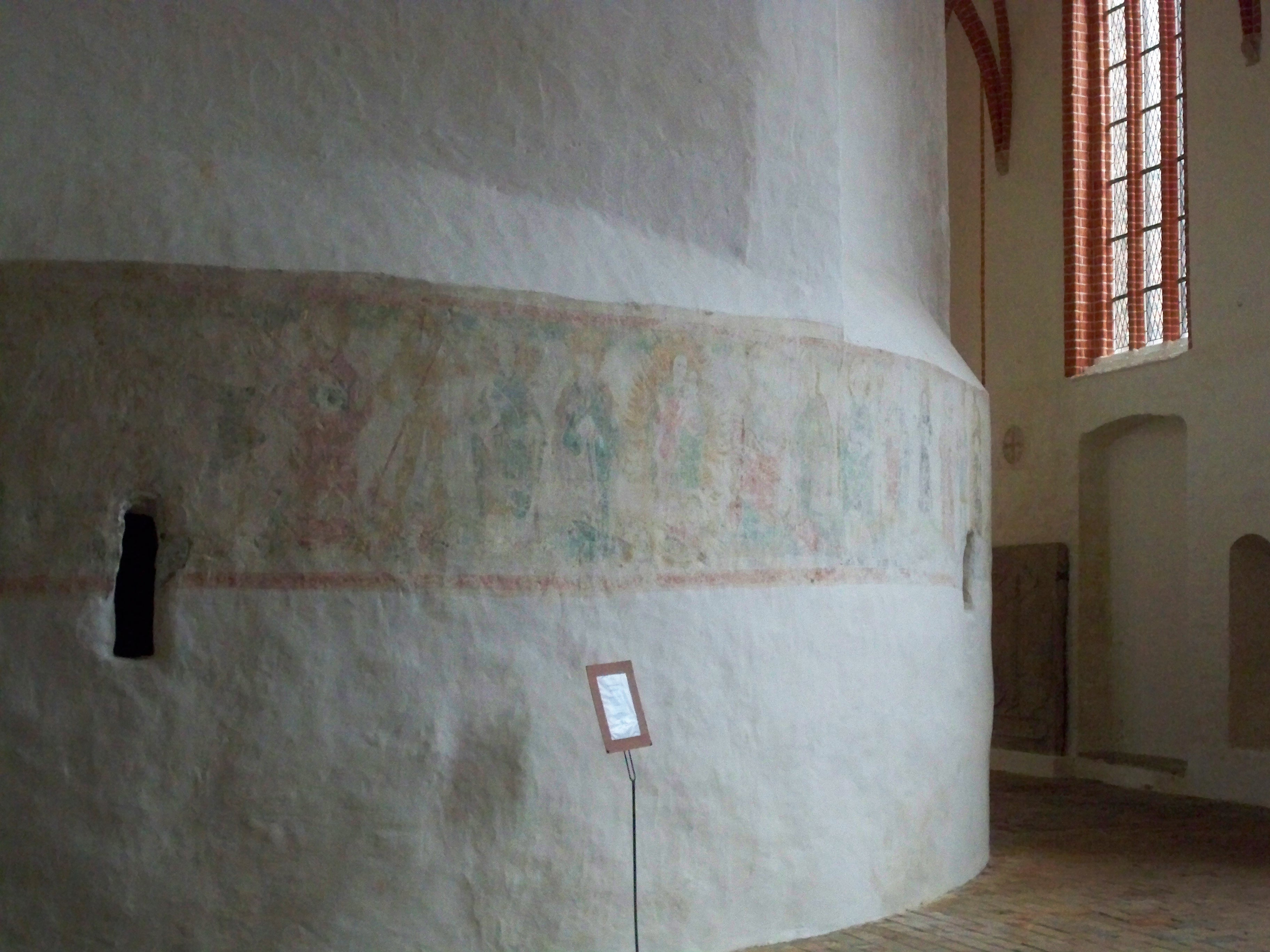
Torenschacht